# 阪堺電気軌道701形電車
阪堺電気軌道モ701形電車（はんかいでんききどうモ701がたでんしゃ）は、1987年に登場した、阪堺電気軌道が保有する路面電車用電車。阪堺電気軌道としてはモ351形以来24年ぶりとなる新車で、南海電気鉄道（南海）から大阪軌道線が分離した後、初めての新車。阪堺電気軌道の主力車両である。

## 概要
モ151形の置き換えを目的として、まずモ701が1987年6月12日に搬入、同7月1日より営業を開始し、1995年までにモ701 - モ711の11両が東急車輛製造で製造された。東急車輛製造による国内向け単行路面電車としては、1964年製造の東急デハ150形電車以来の新造車となった。当時路面電車製造の多くを手掛けていたアルナ工機ではなく東急車輛製造が選定されたのは、南海電気鉄道の車輌発注の慣例にならったことによる。電気指令式ブレーキに加えワンハンドルマスコン（1軸ツーハンドルマスコン）を採用した高性能車。他車に比べて強力なブレーキ力のために、車の追突を防止する目的で前照灯の横にブレーキランプが設置されている。尾灯は前面方向幕の左右に装備する。性能最高速度は60km/hであるが、認可速度が50km/hである事と50km/h以上出すと蛇行動が起こり、車両によっては線路状態の良くない箇所で40km/h程度から左右に激しい揺れが発生しだすこともある。このために、本来の性能をフルに発揮出来ていない。これまでの形式で用いられていた菱型パンタグラフにかわってZ形パンタグラフを装備して登場した。側面方向幕が用意されたのも本形式からである。側面窓は上段下降、下段上昇の二段窓となっている。
また、最終増備車のモ710・モ711は乗降口のステップが従来の1段から2段に変更され、乗り降りがしやすい形状となった。この2段ステップ型の乗降口は後に製造されるモ601形に踏襲されている他、2007年からモ709以前の車両についても2段ステップへの改造が順次行われている。2010年3月末で、最後に残ったモ705の工事が完了し、モ601形・モ701形全18両の2段ステップ化が完了した。

## 登場後の変化
2004年に全車の行き先表示機が、従来の幕式表示からLED表示へと変更された。ちなみに行き先表示幕の時は当時流行の丸字が使われていた（これは後に改造されたモ601形も同様である）。
2010年2月にモ708のパンタグラフがZ型パンタグラフからシングルアームパンタグラフに換装され、阪堺で初めてのシングルアームパンタグラフ装備車となった。次いで2011年3月にモ704も同種の換装がおこなわれた。
その後、モ708については2011年の全検時にZ型パンタグラフに戻されている。
2021年にはモ702もシングルアーム化されている。
2018年から、車番と出入口表示がカッティングシート化されている。

## 保有車両の塗装

### 現在
- モ701 - アドベンチャーワールド
- モ702 - 和光住宅販売
- モ703・708・711 - 岡崎屋質店
- モ704 - オリエント住宅販売株式会社
- モ705 - 懐石料理徳
- モ706 - 帝塚山学院
- モ707 - アポロビル・ルシアスビル
- モ709 - 未来へつなごう！堺チン電車の会 / 新洋海運
- モ710 - ＳＰハウジング

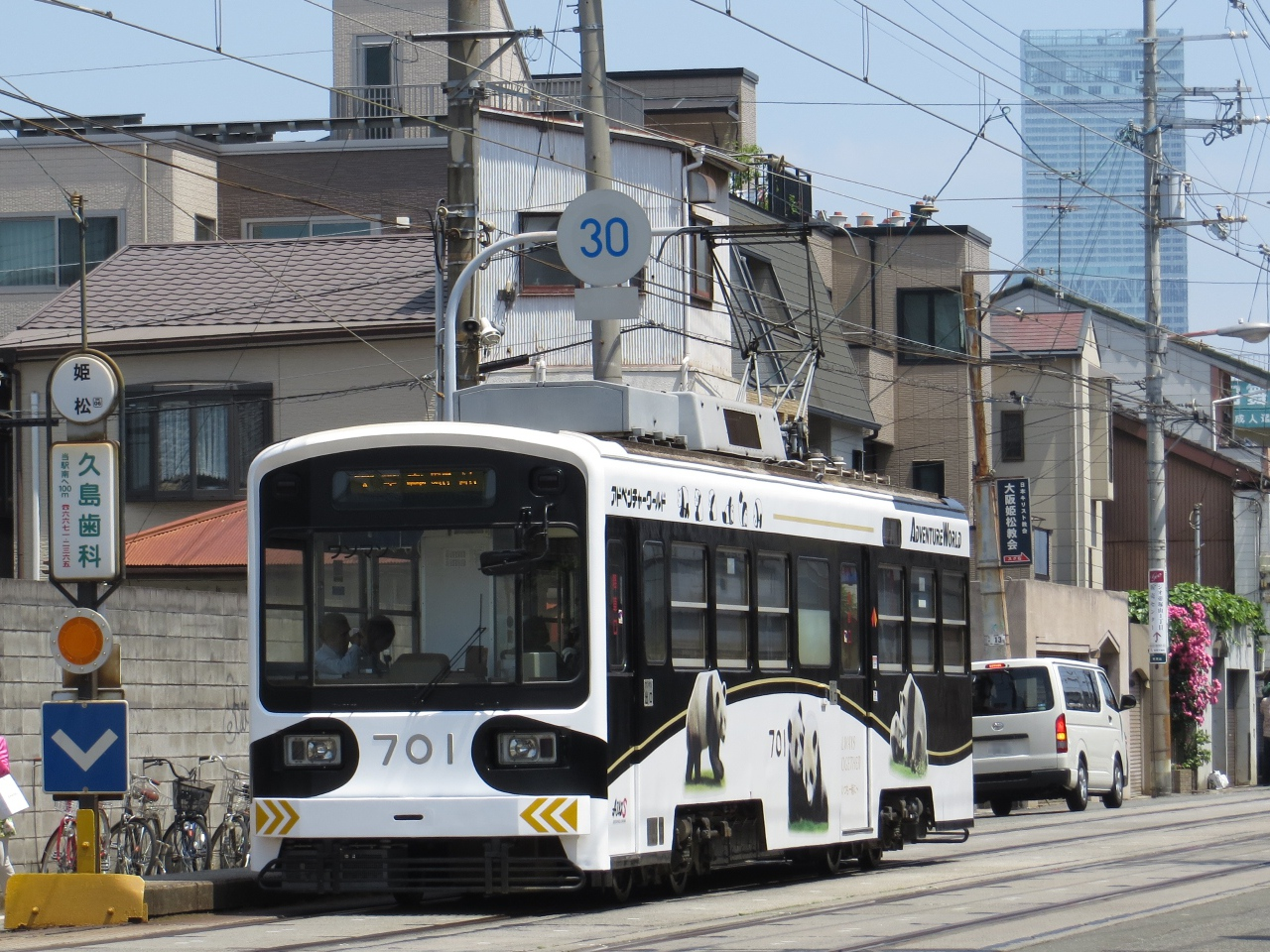
モ701（2013年5月）
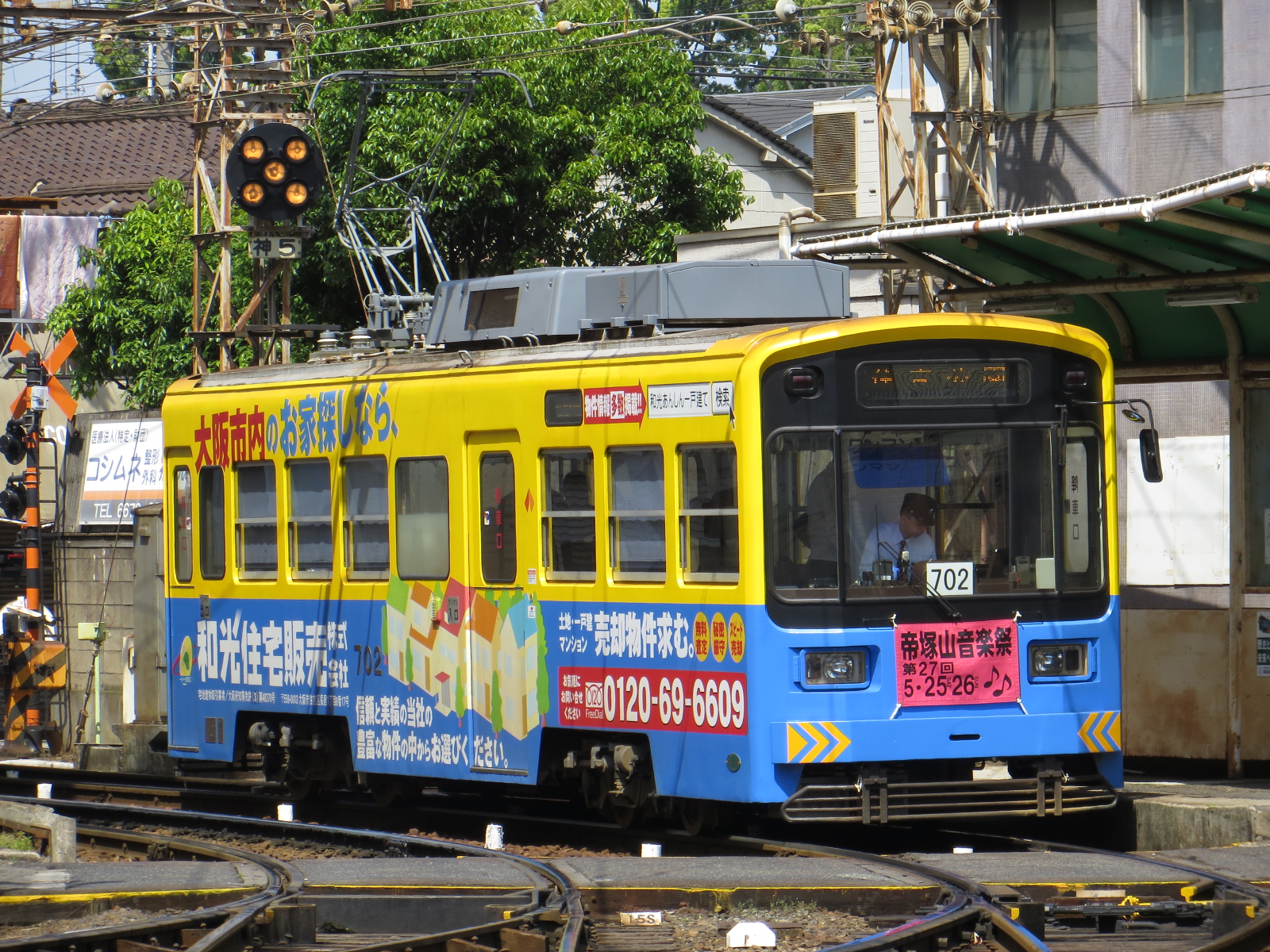
モ702（2013年5月）
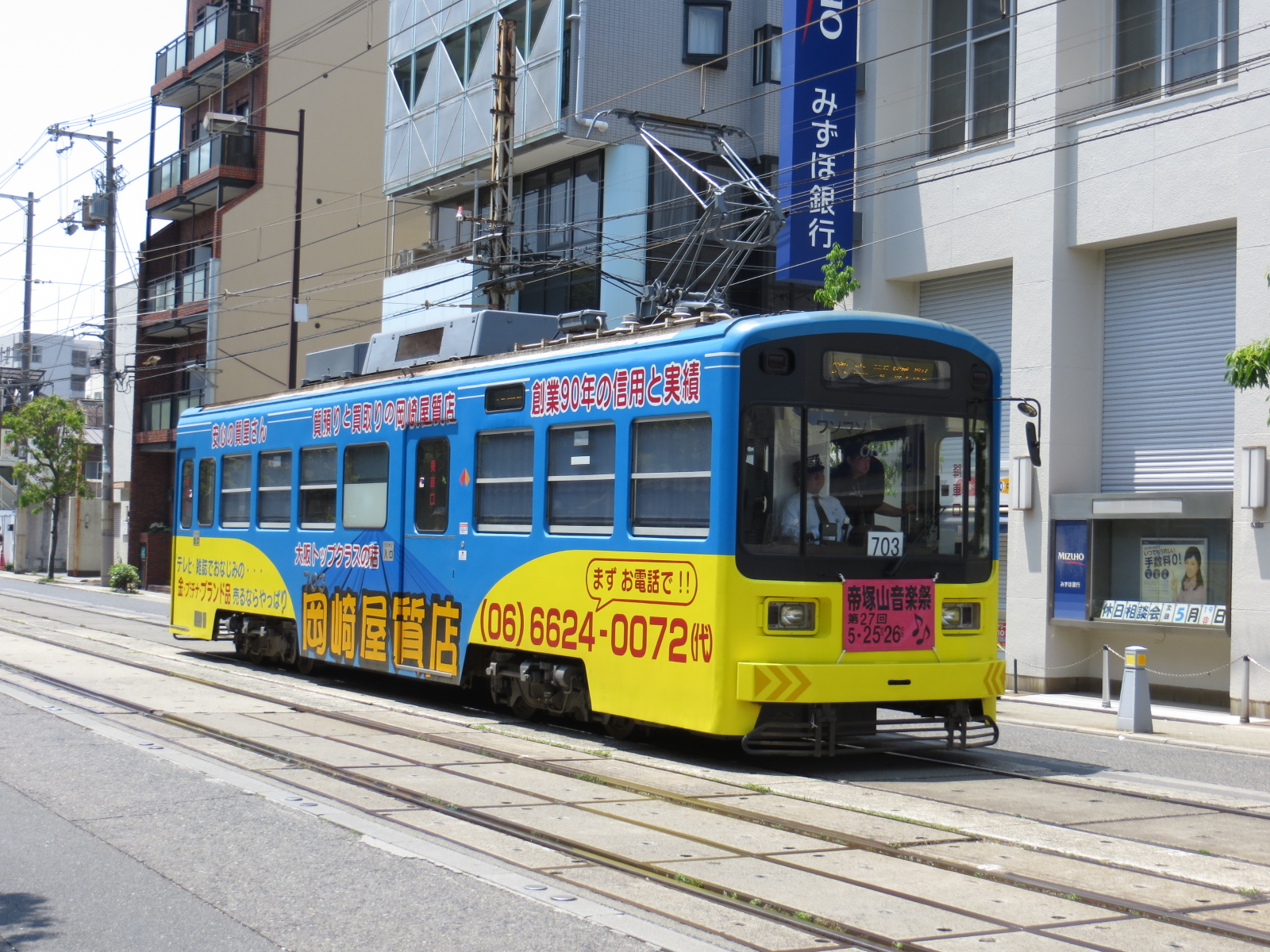
モ703（2013年5月）
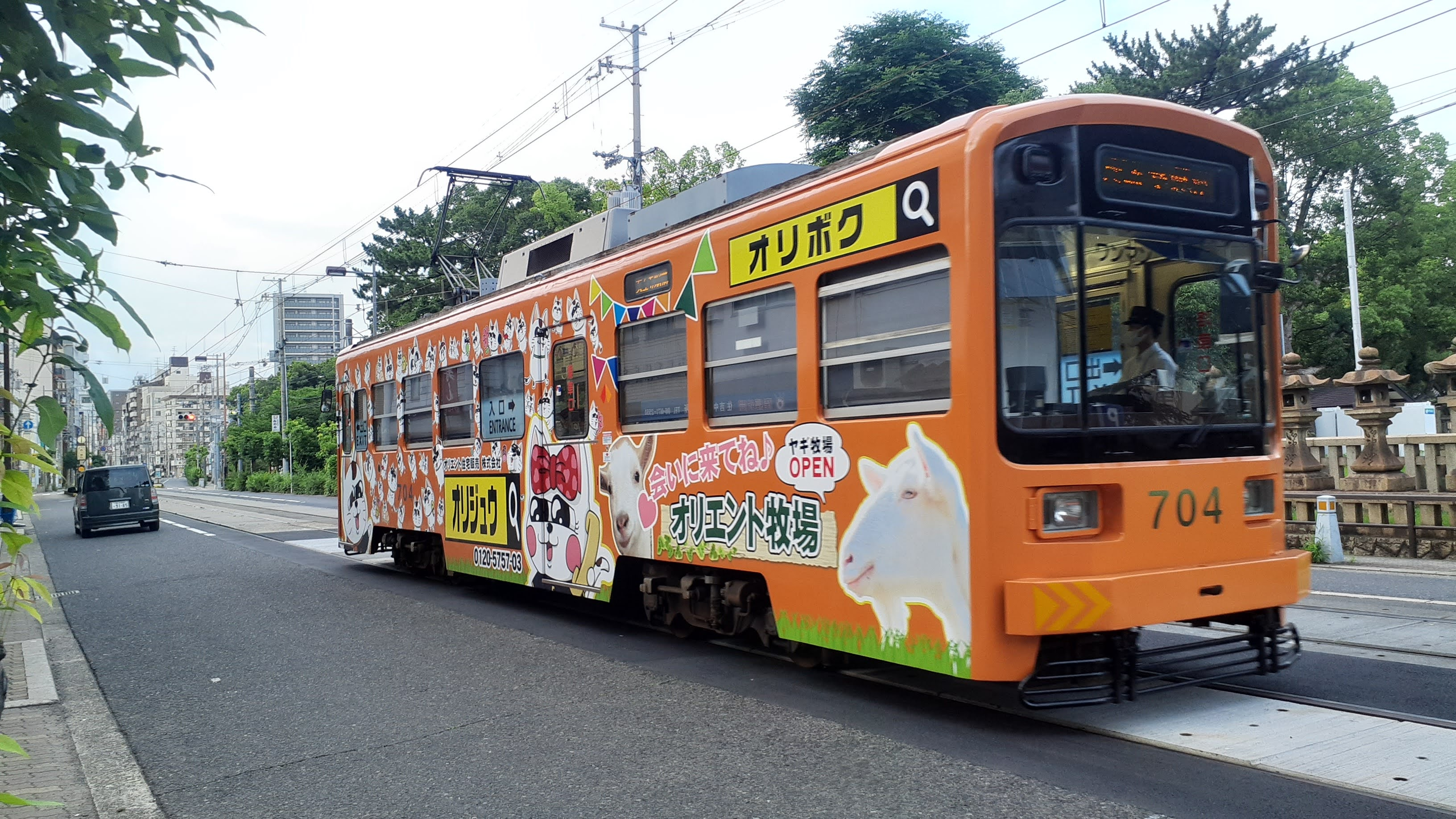
モ704（2021年7月）
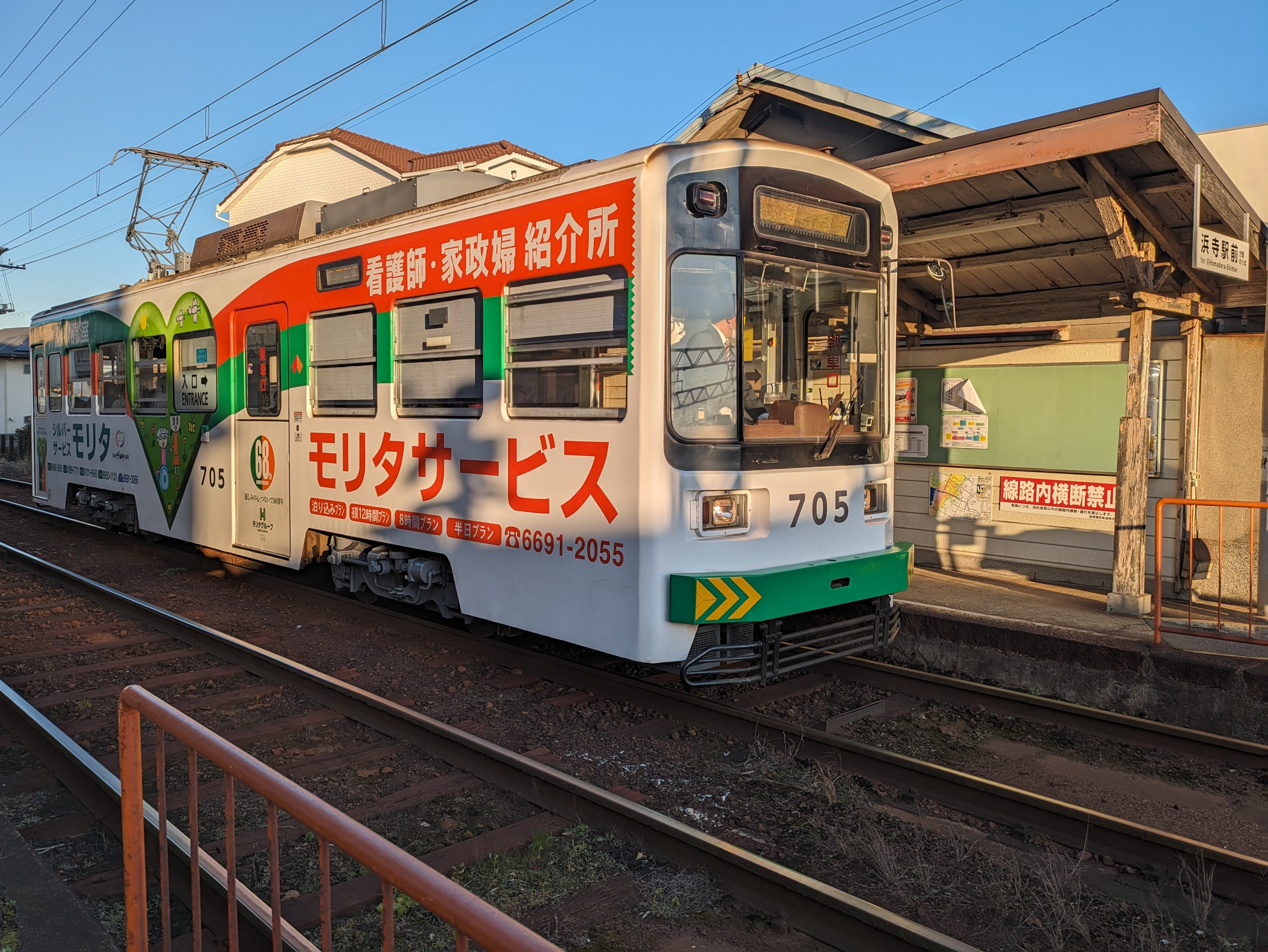
モ705（2024年1月）
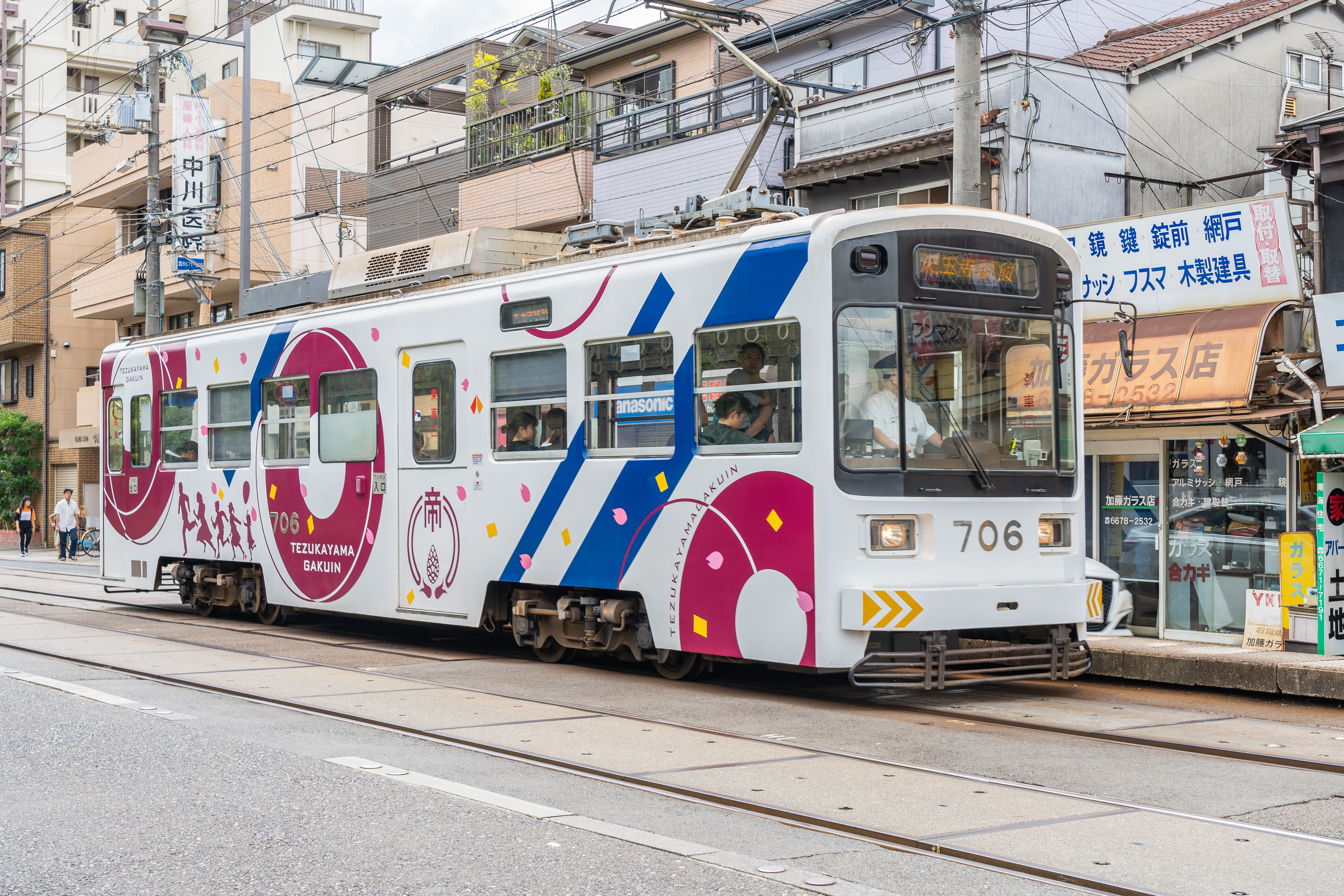
モ706（2019年9月）
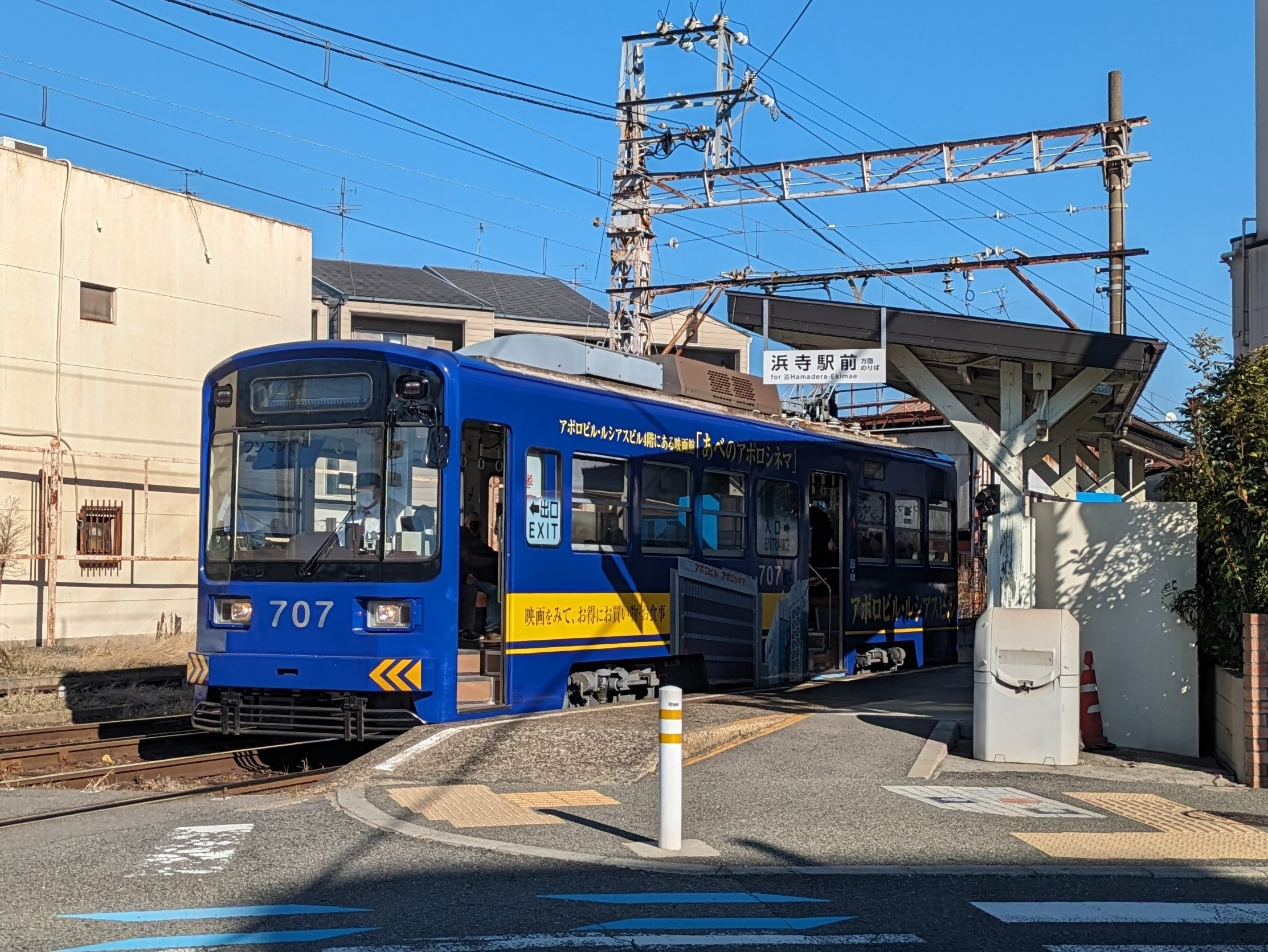
モ707（2024年1月）
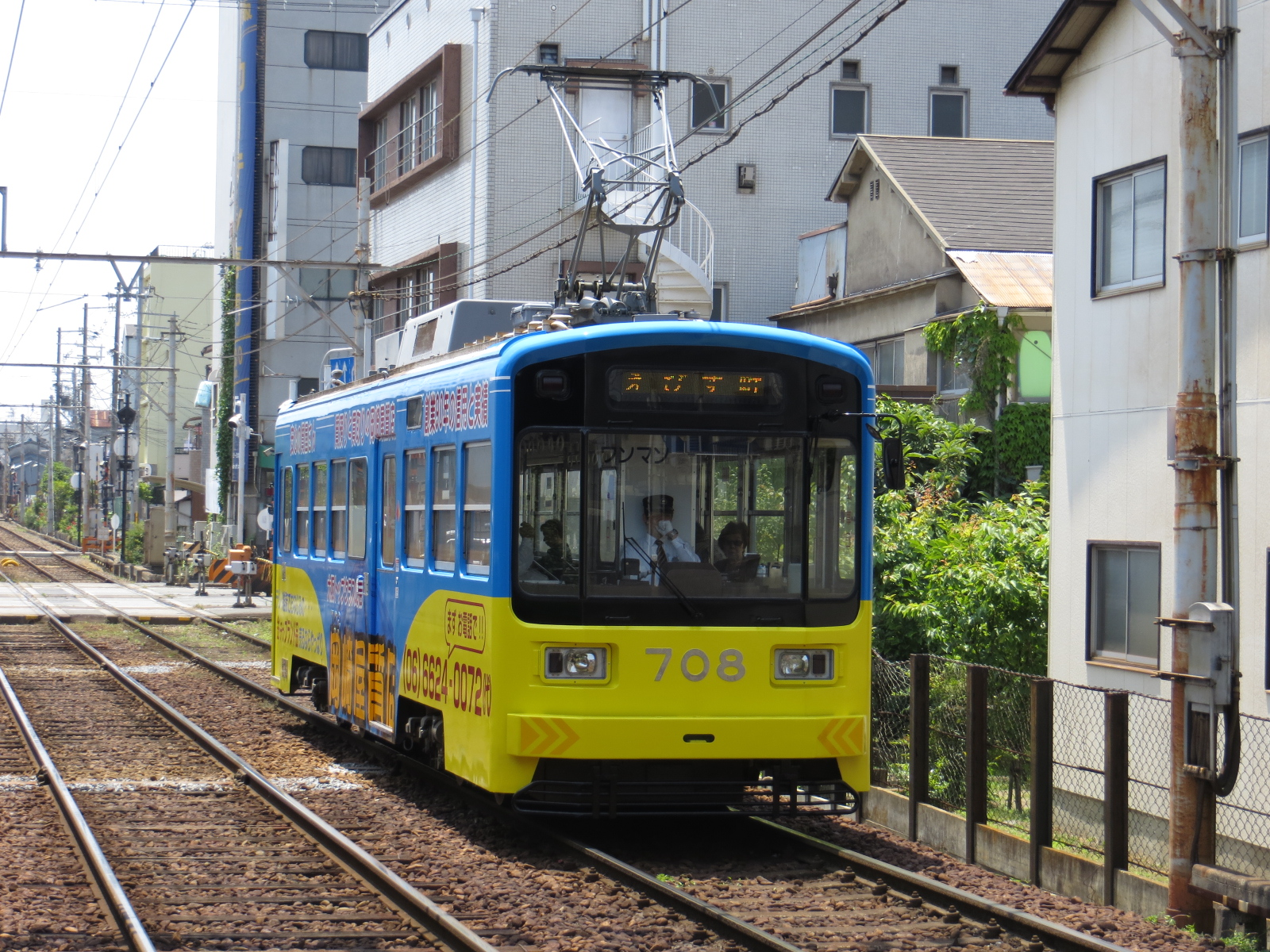
モ708（2013年5月）
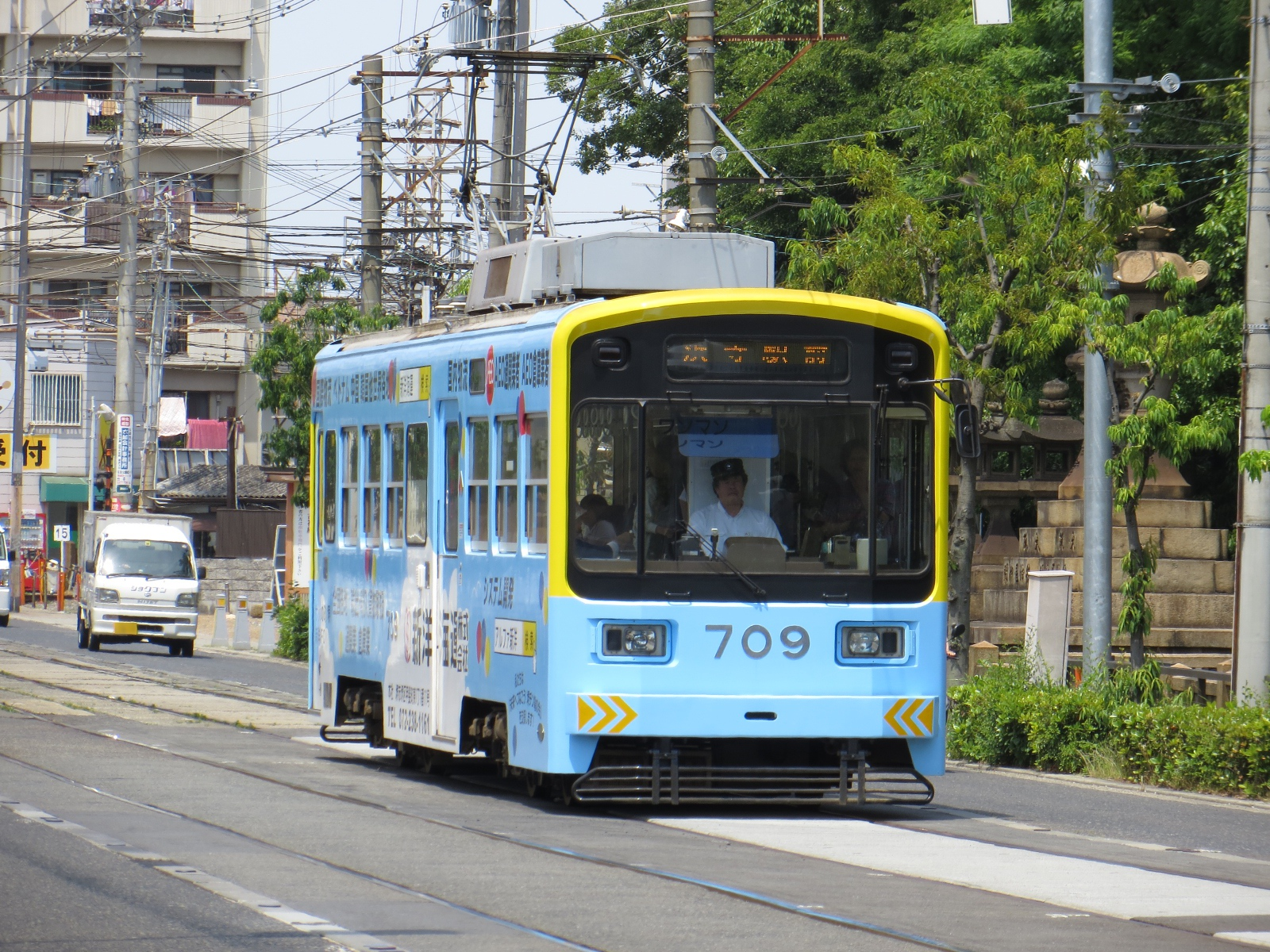
モ709（2013年5月）
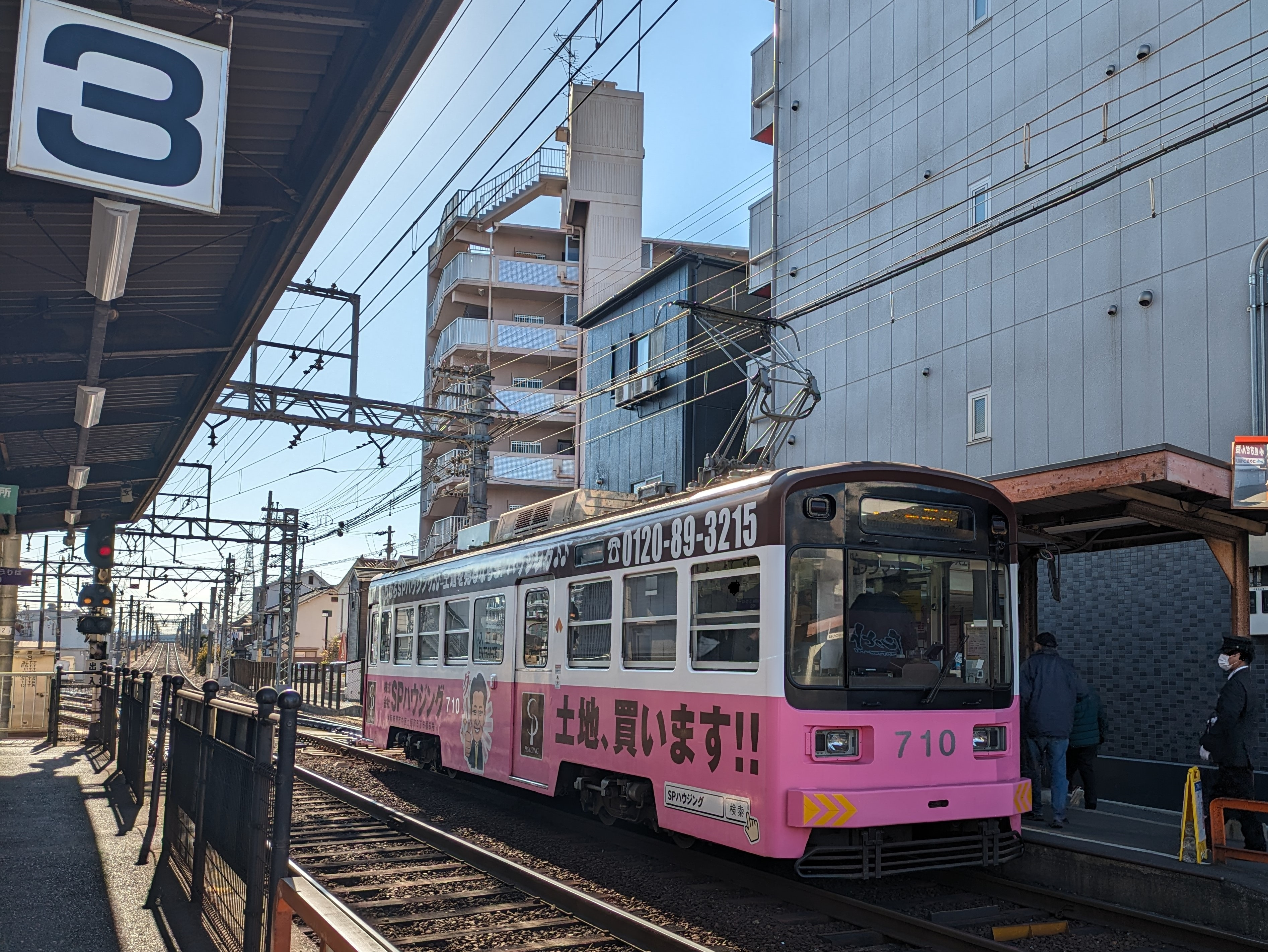
モ710（2024年1月）
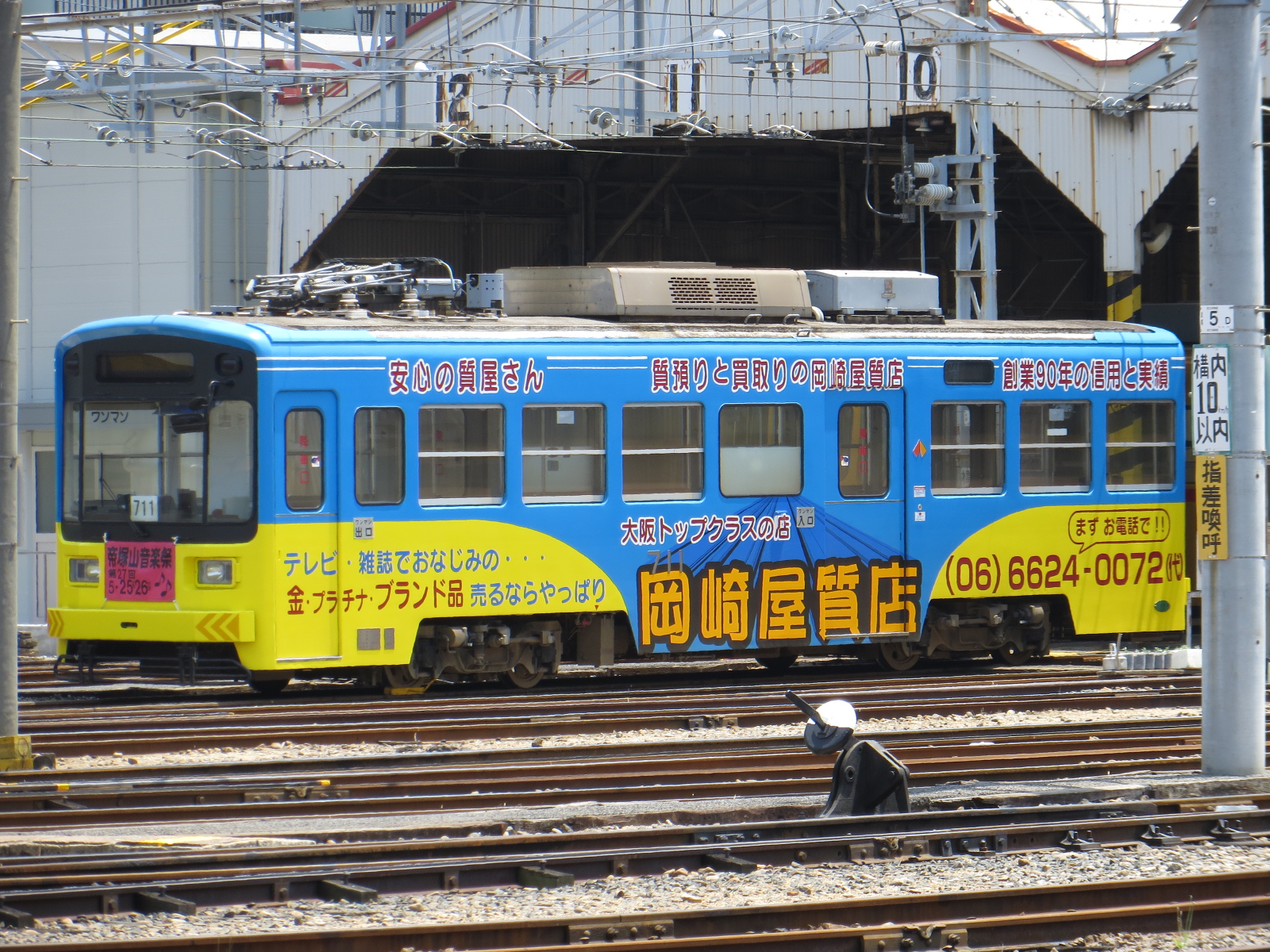
モ711（2013年5月）

### 過去
- モ701 - KABA→堺シルバー人材センター
- モ702 - シティスポーツ住之江→錦秀会
- モ703 - 南海美加の台→フェスティバルゲート→きぬがさクリニック
- モ704 - かん袋→堺のチンチン電車を愛する会→天王寺都ホテル→あべのキューズモール
- モ705 - 大阪ケーブルテレビ→オカムラ→モリタグループ
- モ706 - タマノイ酢→ＤＡＩＩＣＨＩ→帝塚山学院
- モ707 - ショップ南海→河合塾→錦秀会→舞昆→愛眼
- モ708 - タマノイ酢
- モ709 - タマノイ酢→堺のチンチン電車を愛する会
- モ710 - タマノイ酢→BestLife→アドベンチャーワールド→スターウォーズ→spハウジング
- モ711 - トヨタ南海グループ

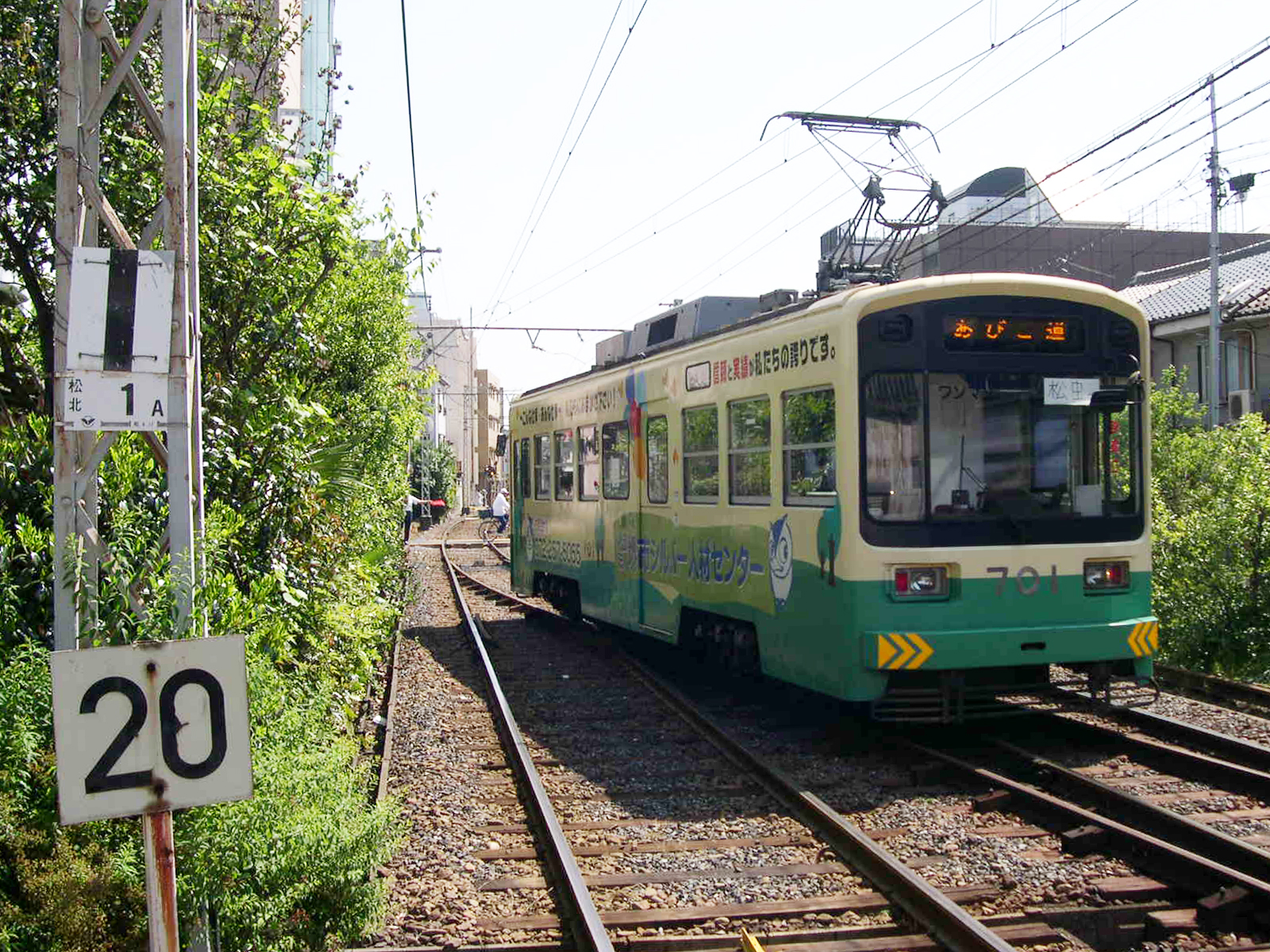
モ701（2005年5月）
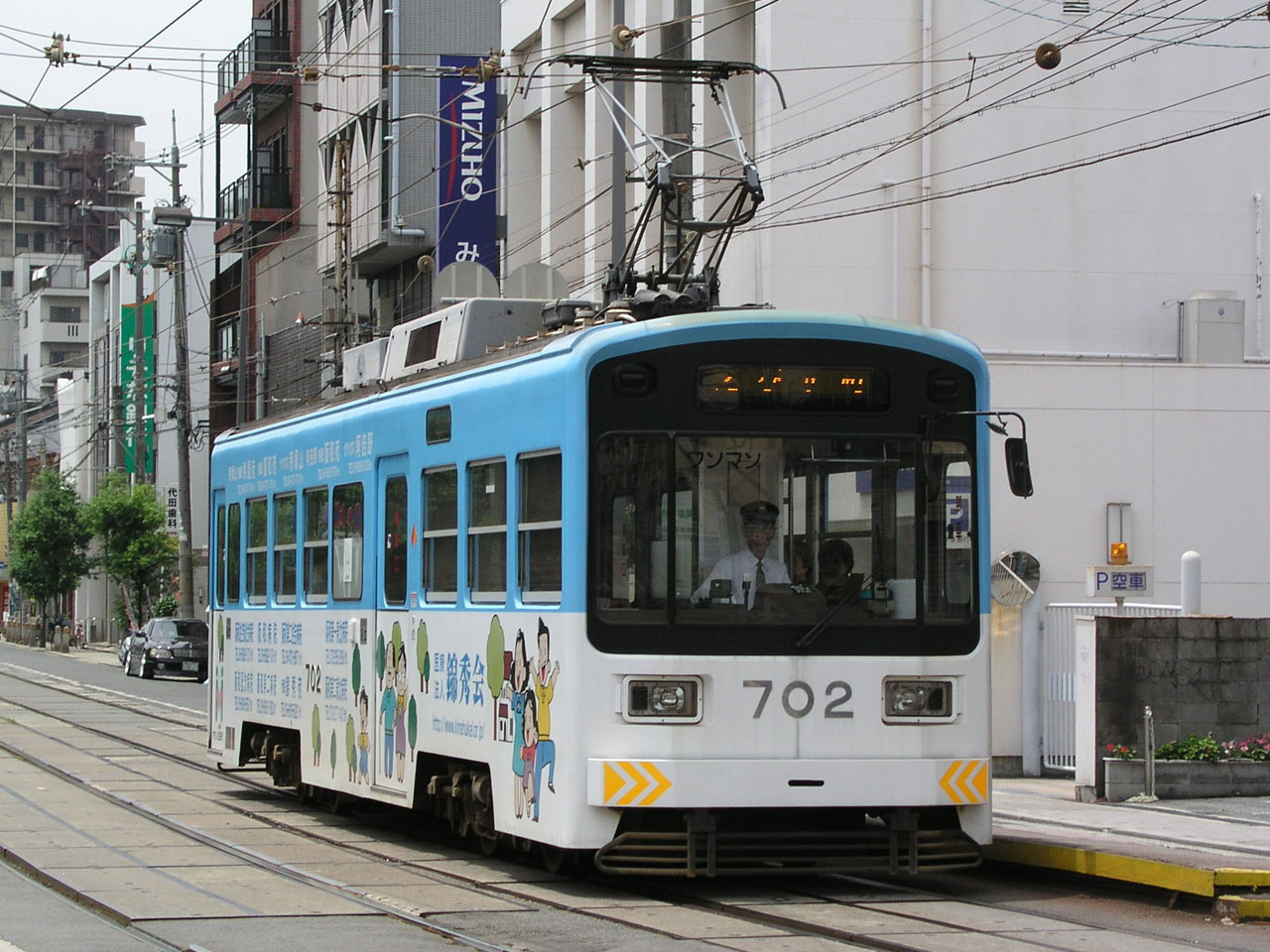
モ702（2006年6月）
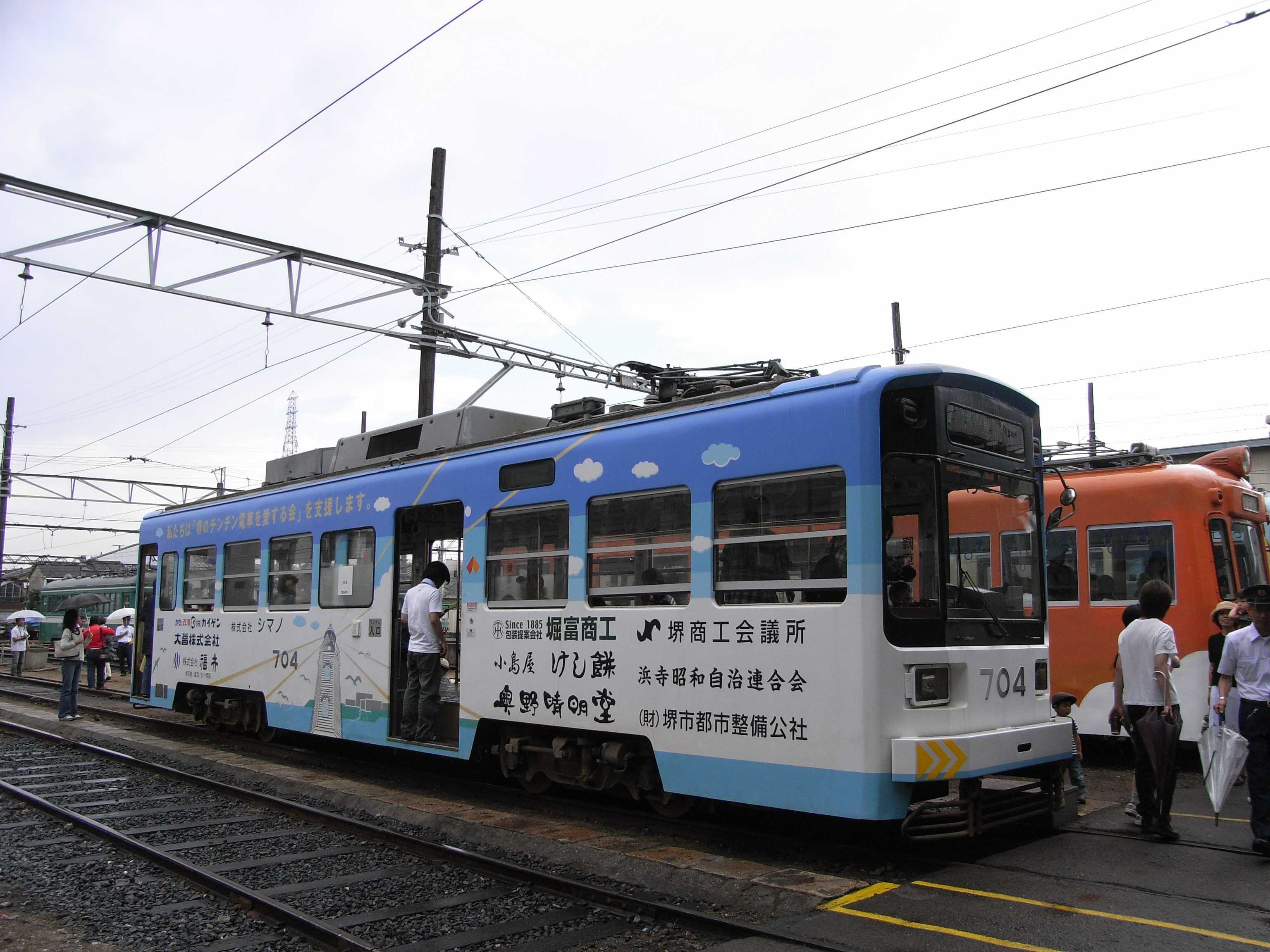
モ704（2007年6月）
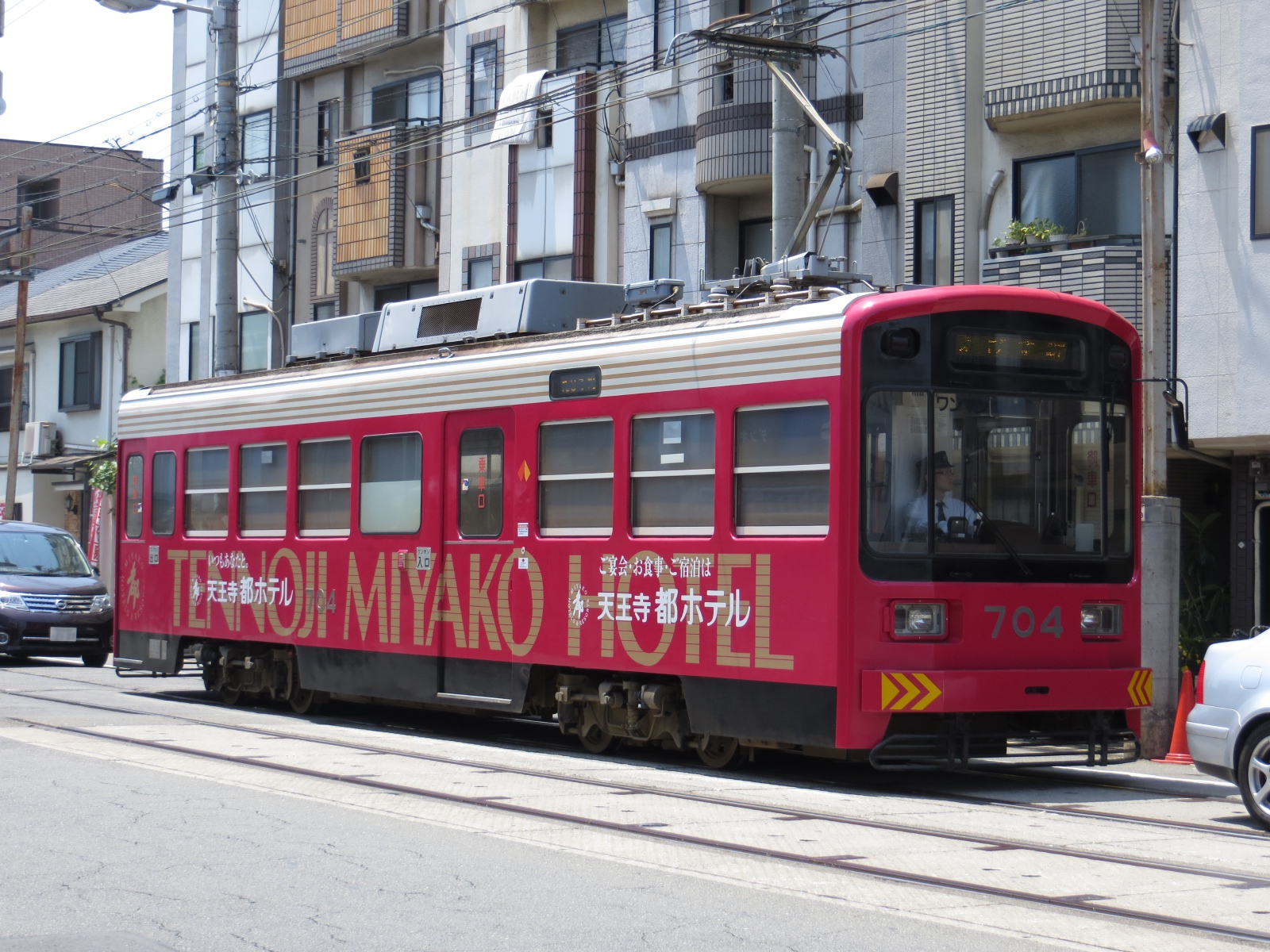
モ704（2013年5月）
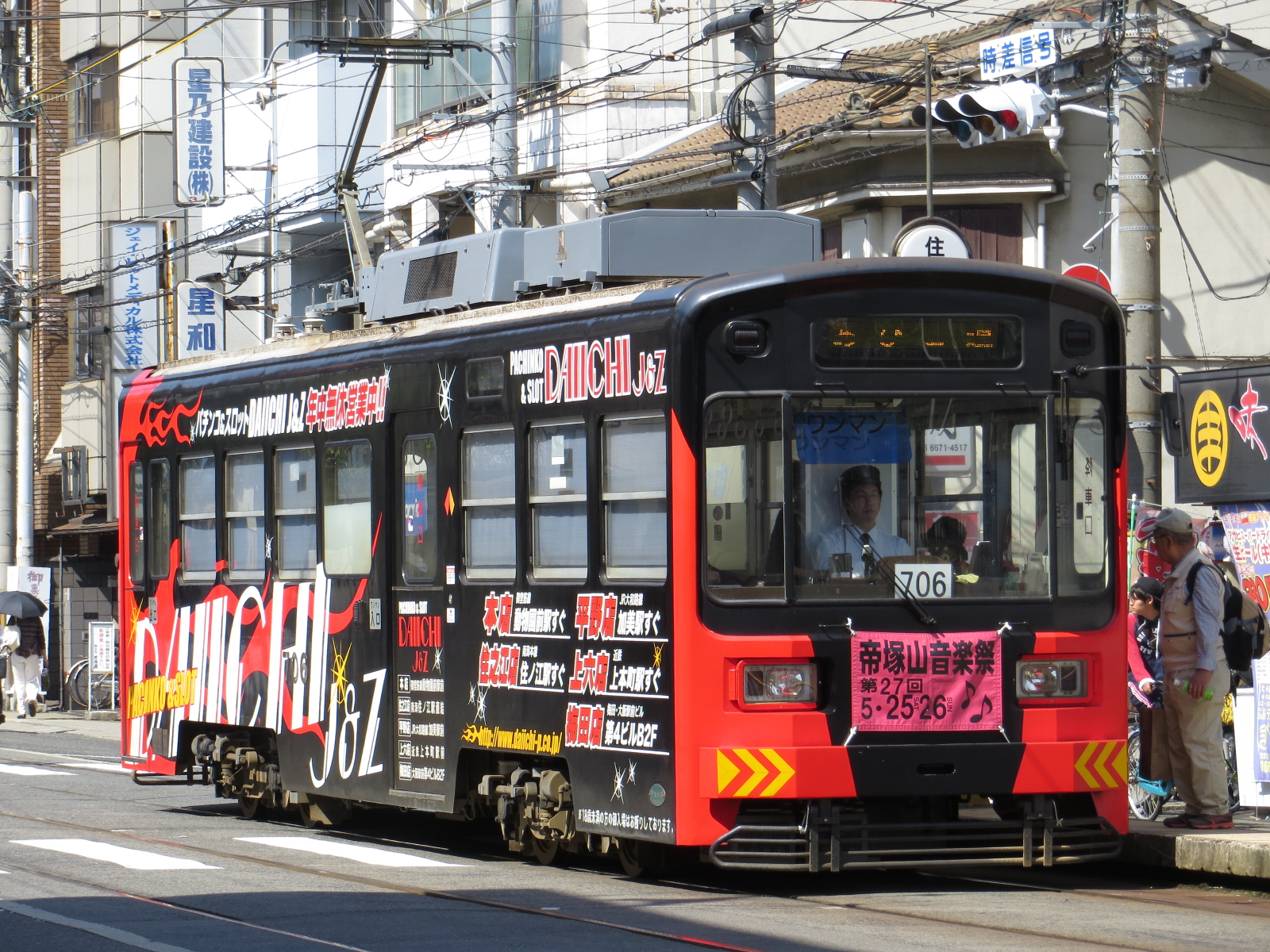
モ706（2013年5月）
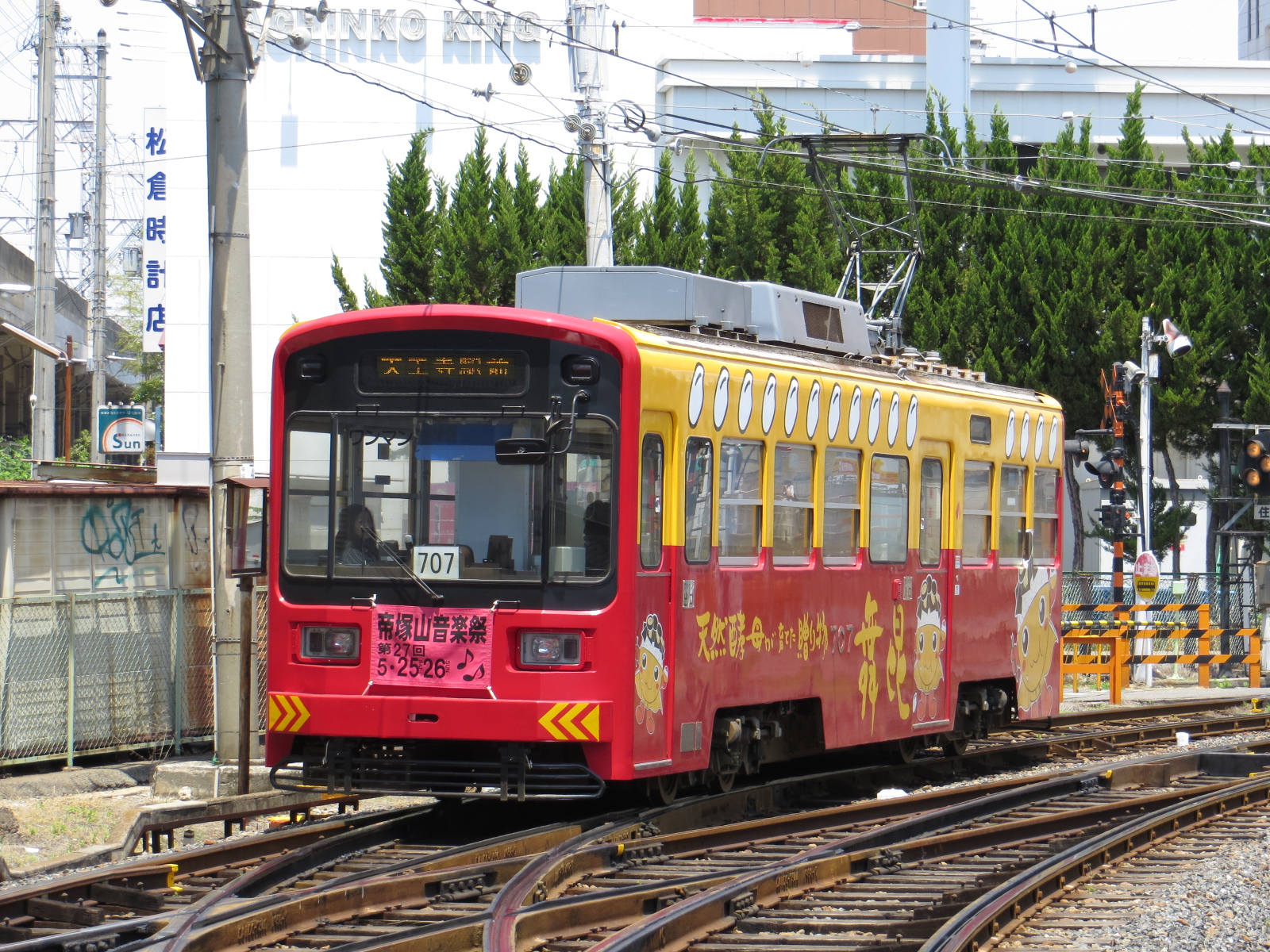
モ707（2013年5月）
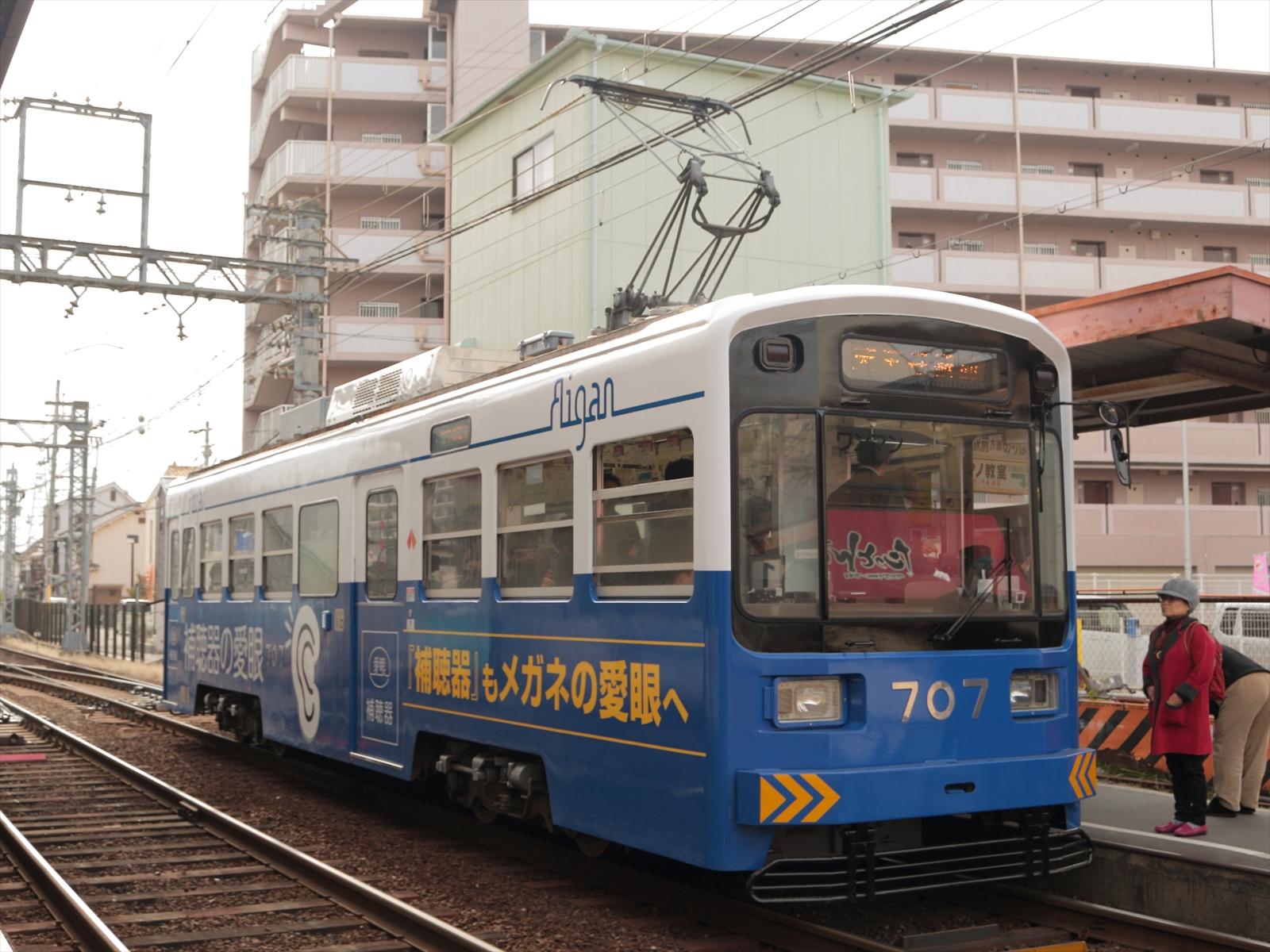
モ707（2015年11月）
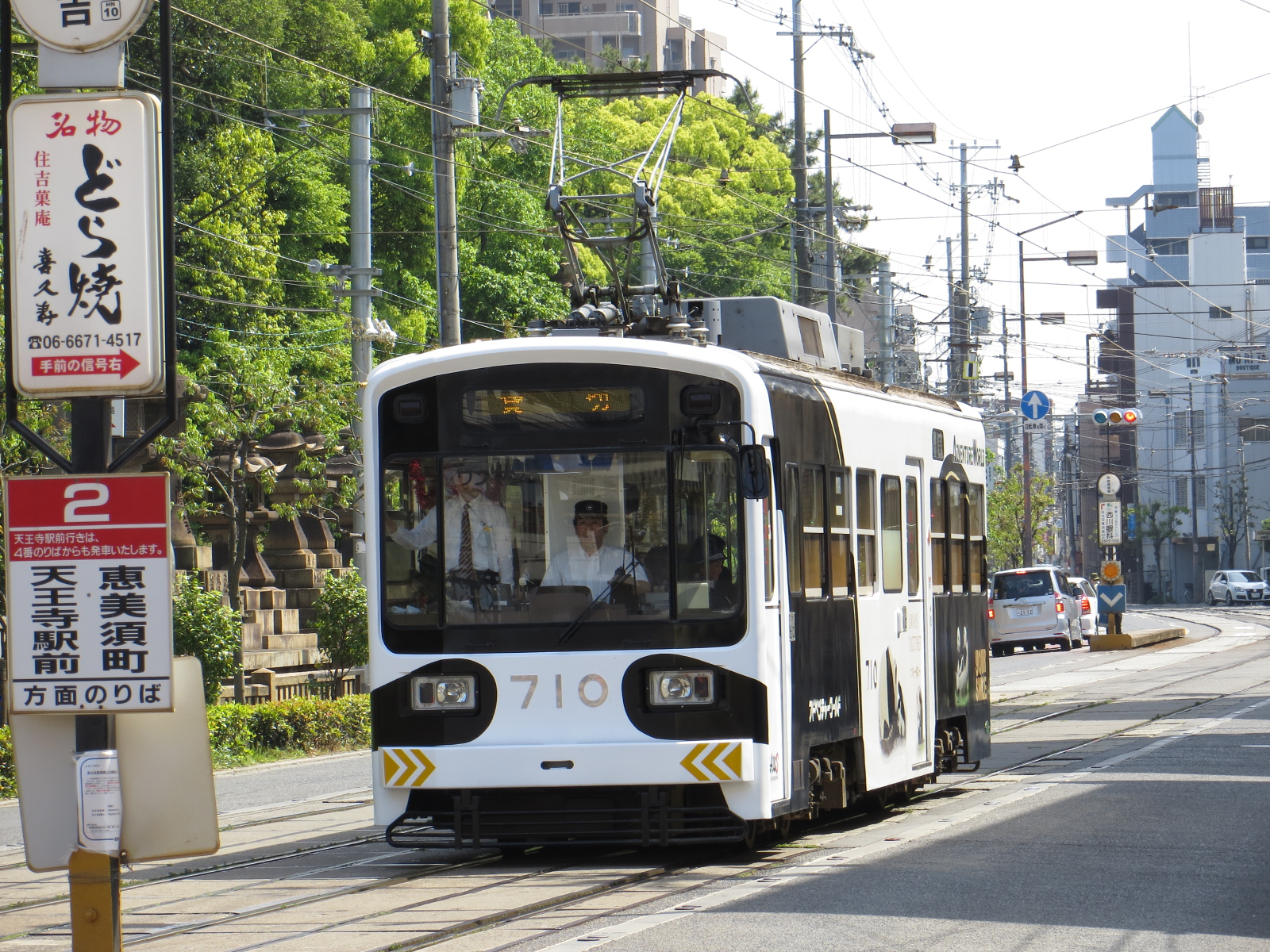
モ710（2013年5月）

## 主要諸元
- 定員：70名（座席38・立席32）[2]
- 設計最高速度：60km/h[1]
- 最大寸法（長さ×幅×高さ）：13,710mm×2,470mm×3,700mm[2]
- 自重：19.0t[2]
- 台車：東急車両製造TS-331
- 制御方式：間接式抵抗制御[2]
- 主電動機：MB3279-C（30kW）×4[2]
- 駆動方式：WN駆動方式[2]
- ブレーキ方式：電気指令式空気ブレーキ[2]